# Osmaniye (tỉnh)
Osmaniye là một tỉnh ở phía nam Thổ Nhĩ Kỳ. Tỉnh này được lập năm 1996. Một phần nhỏ tỉnh này đã từng thuộc tỉnh Gaziantep, phần còn lại ở phía đông Adana. Tỉnh có diện tích 3.767 km² và dân số 497.907 (ước tính năm 2006). Dân số năm 2000 là 458.782.
Tỉnh lỵ là Osmaniye (dân số 180.000 người). Các thị xã lớn tiếp theo là Kadirli (81.000) và Düziçi (40.000).

## Quận, huyện
Tỉnh này được chia thành các huyện sau (tỉnh lỵ được bôi đậm)::
- Bahçe
- Düziçi
- Hasanbeyli
- Kadirli
- Osmaniye
- Sumbas
- Toprakkale

## Các di tích lịch sử
- Karatepe - Aslantaş (Domuztepe-Pınarözü) - Kadirli/Düziçi

## Người nổi tiếng từ Osmaniye
- Yaşar Kemal, nhà văn
- Devlet Bahçeli